# Uradhi
Uradhi är ett utdött australiskt språk. Uradhi talades i Queensland. Uradhi tillhörde de pama-nyunganska språken.